# All Star Tennis '99
All Star Tennis '99 és un videojoc que simula el tennis llançat per la Nintendo 64 i la PlayStation el 1999.